# J.Z. Knight
Judy Zebra Knight, född Judith Darlene Hampton, den 16 mars 1946 i Roswell, New Mexico, är en amerikansk kvinna som påstår sig vara ett spiritistiskt medium för ett väsen vid namn Ramtha. Ramtha påstås vara en krigare från Lemurien som levde för 35 000 år sedan och som genom Knight delar med sig av den visdom han tog del av under sin livstid. 
Ramtha ska ha varit en stor krigare som ledde en armé på 2 miljoner soldater och erövrade två tredjedelar av världen. Under sin livstid ska han ha blivit upplyst och upptäckt ett sätt att överskrida tid, rum och sin fysiska kropps begränsningar. Efter att ha undervisat sina anhängare ska han ha lovat att en dag komma tillbaka och undervisa igen, och efter det steg han upp och försvann.
Knight hävdar att Ramtha först uppenbarat sig för henne 1977 i den husvagn där hon och hennes man bodde. 1979 började hon hålla privata sessioner, så kallade "dialoger" med anhängare i olika städer. Enligt Ramtharörelsen var det Ramtha som gjorde begreppet "channeling" känt, vilket skiljer sig från vanligt mediumskap då Knight inte är ett medium som förmedlar Ramthas budskap. Istället tar Ramtha Knights kropp i besittning och levererar sitt budskap personligen. 1988 bestämde sig Knight för att starta Ramtha's School of Enlightenment (RSE) på en ranch i Yelm i staten Washington. Ranchen är en inhägnad egendom på 80 tunnland som ägs av J.Z. Knight genom hennes företag JZK Inc. Ranchen är endast öppen för skolans studenter. JZK Incs intäkter 2007 var runt $2,6 miljoner Ungefär 6000 studenter kommer årligen till ranchen för att delta i skolans olika aktiviteter och RSE bedriver även verksamheter på andra platser, bland annat Australien och Sydafrika. Skolan har lockat till sig en del kända personer som Linda Evans och Shirley MacLaine.
Rörelsen har också fått kritiker. En del har kallat den en sekt, bland annat Knights före detta man Jeff Knight, hennes förre livvakt, Glenn Cunningham och tidigare RSE-studenter. Enligt kritiker används skrämseltaktiker och hjärntvätt och Ramtha ska ha uppmanat folk att bygga underjordiska skyddsrum för den händelse att kinesiska kommunister skulle invadera från Mexiko.
2004 medverkade Ramtha genom Knight i den framgångsrika men kontroversiella filmen What the Bleep Do We Know!? som producerats av tidigare RSE-studenter.
JZ Knight har upphovsrätt för Ramtha. Judith Ravell, en kvinna från Berlin, påstod sig under 1990-talet också vara Ramthas medium, men en domstol slog fast att eftersom JZ Knight har copyright på Ramtha är det bara hon som får kontakta honom.